# Katra (Shahjahanpur)
Katra es un pueblo y nagar Panchayat situado en el distrito de Shahjahanpur en el estado de Uttar Pradesh (India). Su población es de 32440 habitantes (2011). 

## Demografía
Según el censo de 2011 la población de Katra era de 32440 habitantes, de los cuales 17229 eran hombres y 15211 eran mujeres. Katra tiene una tasa media de alfabetización del 49,42%, inferior a la media estatal del 67,68%: la alfabetización masculina es del 56,47%, y la alfabetización femenina del 41,474%.